# 2023~2024년 쉰드흐누퀴르 분화
2023~2024년 쉰드흐누퀴르 분화는 2023년 12월 18일 저녁 아이슬란드 그린다비크에 있는 쉰드흐누퀴르 분화구에서 화산 폭발이 발생해 지상에 있는 열극에서 용암이 분출한 사건이다. 용암 분출과 뒤따른 지진 활동 빈도는 다음 날인 2023년 12월 19일부터 감소했으나 새로 열린 열극의 양쪽에서 용암이 옆으로 넓게 퍼져나갔다. 이번 분화는 2021년 분화 시작 이래 쉬뒤르네스에서 일어난 가장 큰 분화로 최대 100 m 높이의 용암 분수가 관측되었으며 분화지에서 약 42 km 떨어진 아이슬란드의 수도 레이캬비크에서도 화산 분화 장면을 볼 수 있었다. 화산 분화는 2023년 12월 21일 화산 상공 관측 결과 더 이상의 용암 분출이 보이지 않아 종료되었으나 아이슬란드 기상청은 "분화 종식을 선언하기에는 너무 이르다"며 지속적으로 관측하겠다고 말했다. 쉰드흐누퀴르는 현재 화산지대이자 쉬뒤르네스 열곡대의 활성 열극에 속한다.
화산 분화에 앞서 바로 아래의 화성 관입으로 10월 24일 엘드뵈르프–스바르트세잉기 화산대에 강력한 군발지진이 시작되었다. 지진의 빈도와 그 규모가 2023년 11월 10일 급격히 증가해 이날까지 총 2만회 이상의 지진이 기록되었으며 그중 가장 큰 규모의 지진은 모멘트 규모 Mw5.3까지 기록되었다. 이 때문에 그린다비크에서 대피령이 내려졌고 마을 안팎에는 대규모 침하 현상으로 여러 피해가 발생했다.
2024년 1월 11일 작업자가 그린다비크의 깊은 구덩이로 빠져 1명이 실종되었다. 광범위한 수색에도 실종자를 찾지 못했다.
2024년 1월 14일 그린다비크 북쪽에서 2차 화산 분화가 시작되었다. 수 시간 후에는 그린다비크 바로 앞 방벽 안쪽에서 새로운 용암 열개가 나오며 용암이 뿜어져 나오기 시작해 마을 집들을 태웠다. 2024년 2월 8일에는 지난 12월 분화한 곳과 같은 지역에서 3차 분화가 시작되었으며, 이 분화로 약 3 km 길이의 지반 균열이 이전에 흘렀던 용암 위에 다시 분출했다. 용암은 도로 위로도 흘러내려 공공 시설에 큰 피해를 주었다.
2024년 3월 16일에는 약 3~4 km 길이의 지반 균열에서 4차 분화가 시작되었다. 이 분화는 2021년 이후 반도에서 발생했던 분화 중 가장 강력한 분화로 기록되었다. 3월 2일부터 마그마 관입이 시작되었지만 지표면을 뚫지 못해 4차 분화 시작이 지연되었을 가능성이 높다. 이 분화는 12월 이후 발생한 세 차례의 분화보다 훨씬 긴 54일간 지속되었다.
2024년 5월 29일 5차 분화가 시작되었다. 24일간 분화가 지속되었으며 분출한 용암의 부피와 그 양이 5차 분화가 가장 많았다.
8월 22일, 최대 규모 M4.1의 지진을 비롯해 화산 인근에서 군발지진이 계속 발생하다 6차 분화가 시작되었다. 분화로 분출된 용암은 km 단위로 퍼져나가 빠르게 분화가 이루어지고 있다.

## 전조

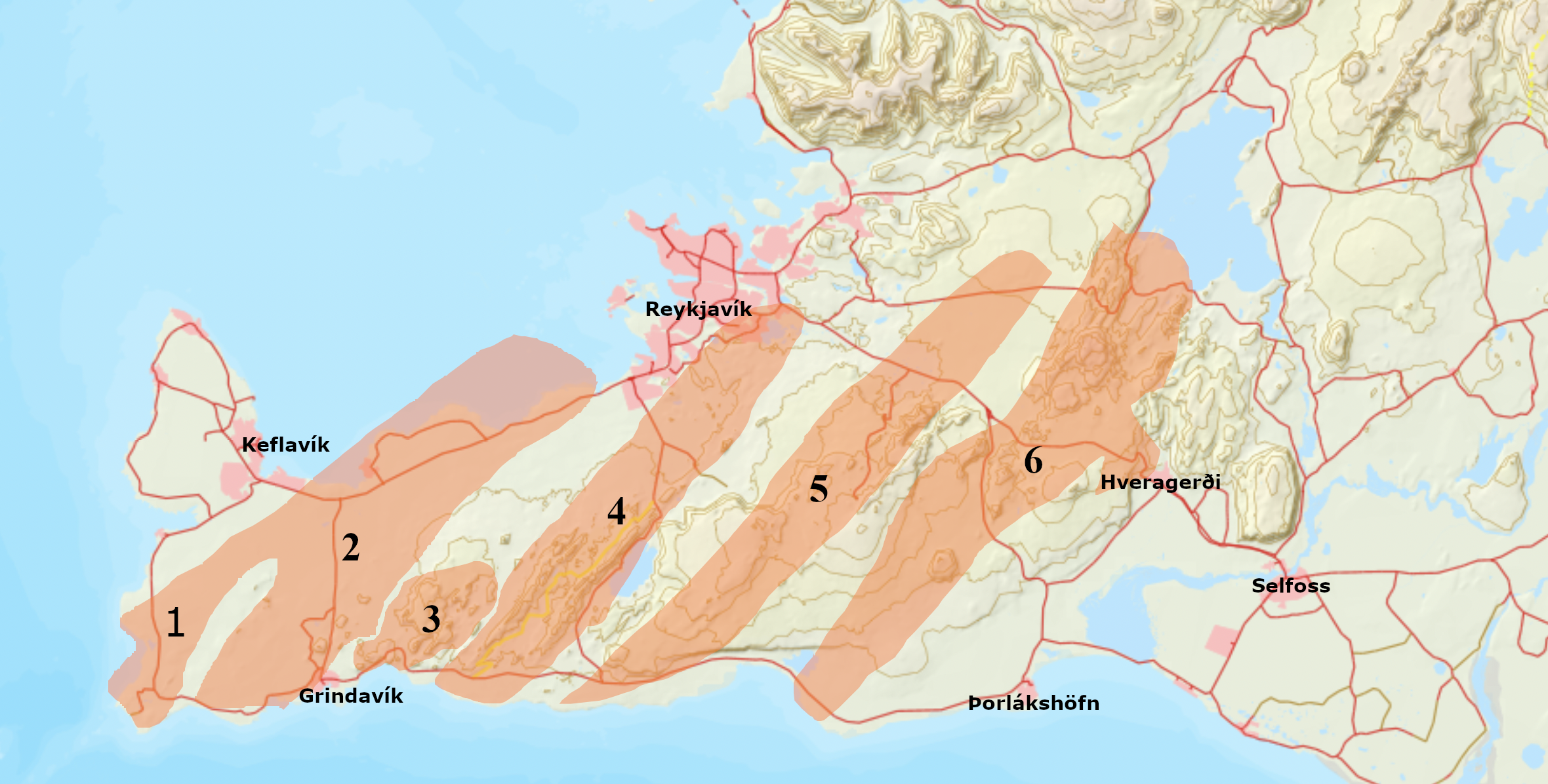
쉬뒤르네스 화산대를 그린 지도. 그리다비크는 엘드뵈르프-스바르트세잉기 화산대의 남쪽 끝(사진의 2번이라 적힌 곳)에 있다.

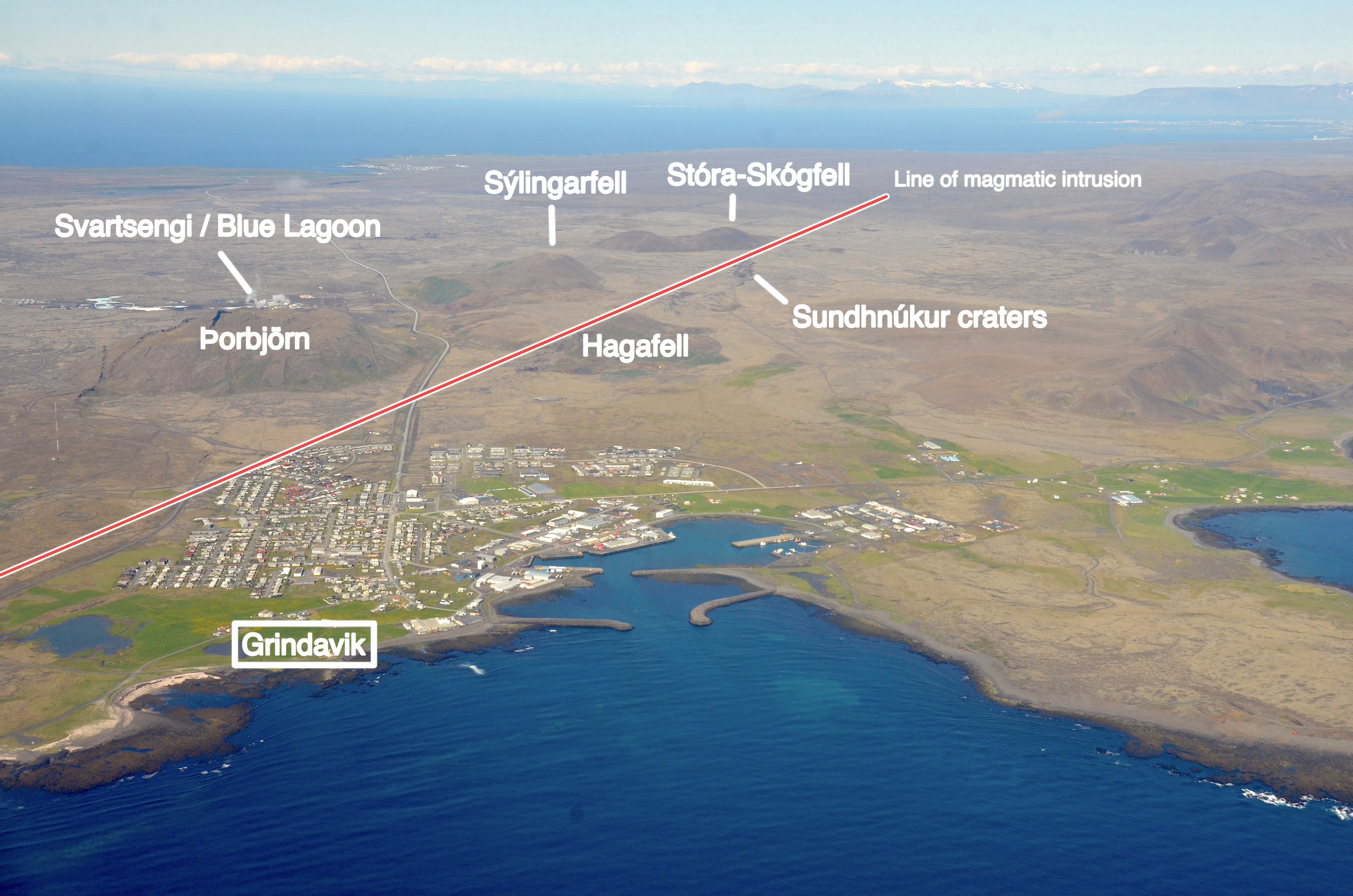
2023년 지진 활동이 빈발했던 지역을 그린 항공 사진

2023년 지진은 유리쇄설암으로 이루어진 소르비외르든산 인근에서 화산 활동이 일어난지 4년 만에 일어났는데 이는 쉬뒤르네스 지역이 800년간 화산 활동이 이루어지지 않다 새 주기에 접어들기 시작했음을 뜻했다. 2019년 12월 이후 엘드뵈르프–스바르트세잉기 화산대에서 화성 관입이 발생한 일은 이번이 다섯 번째이다. 이전의 관입은 분화로까지 이어지지 않았다. 이 기간 반도의 화성 불안 사건은 대부분 파그라달스퍄들 화산대와 관련이 있었는데 확인된 화성 관입 4건 중 3건이 화산 폭발로 이어졌다.
아이슬란드는 유라시아판과 북아메리카판 사이의 대서양 중앙 해령이 관통해 있어 지진이 자주 발생하지만, 2023년 말의 군발지진은 평상시보다도 더 빈발하게 일어났다. 2021년 이후 쉬뒤르네스에서는 총 4번의 화산 분화가 일어났다.
2023년 군발지진은 서남쪽 방향으로 약 15 km 길이로 추정되는 화성 관입과 관련이 있다고 추정되며 카울펠스헤이디(is)에서부터 쉰드흐누퀴르(is) 분화구까지 약 800 m 길이의 선을 따라 이어진다. 가장 큰 규모의 지진은 분화구 아래에서 일어났지만 이후 그린디바크 아래 서남쪽 바다 쪽으로 지진 활동이 옮겨갔다. 그린디바크 마을은 약 2,350년 전 쉰드흐누퀴르 분화구에서 분출된 용암 위에 세워졌다. 또한 쉬뒤르네스 전역의 마을 중 굳어진 용암 바로 위나 근처에 세워진 마을이 총 6곳 있다.

### 10월
화성 관입으로 10월 24일부터 군발지진이 시작되었으며, 10월 30일까지 점차 그 강도가 약해졌다. 이 기간 약 8천번의 지진이 감지되었으며 대부분의 지진은 깊이 2-4 km 안에서 발생했다. 아이슬란드 기상청은 군발지진이 그린다비크 북쪽 엘드뵈르프-스바르트세잉기 부근에 집중적으로 발생했다고 발표했다. 이달 초 쉬뒤르네스에는 700회 이상의 지진이 발생했는데 이 중 가장 큰 규모의 지진은 규모 M3.3이었다.

### 11월

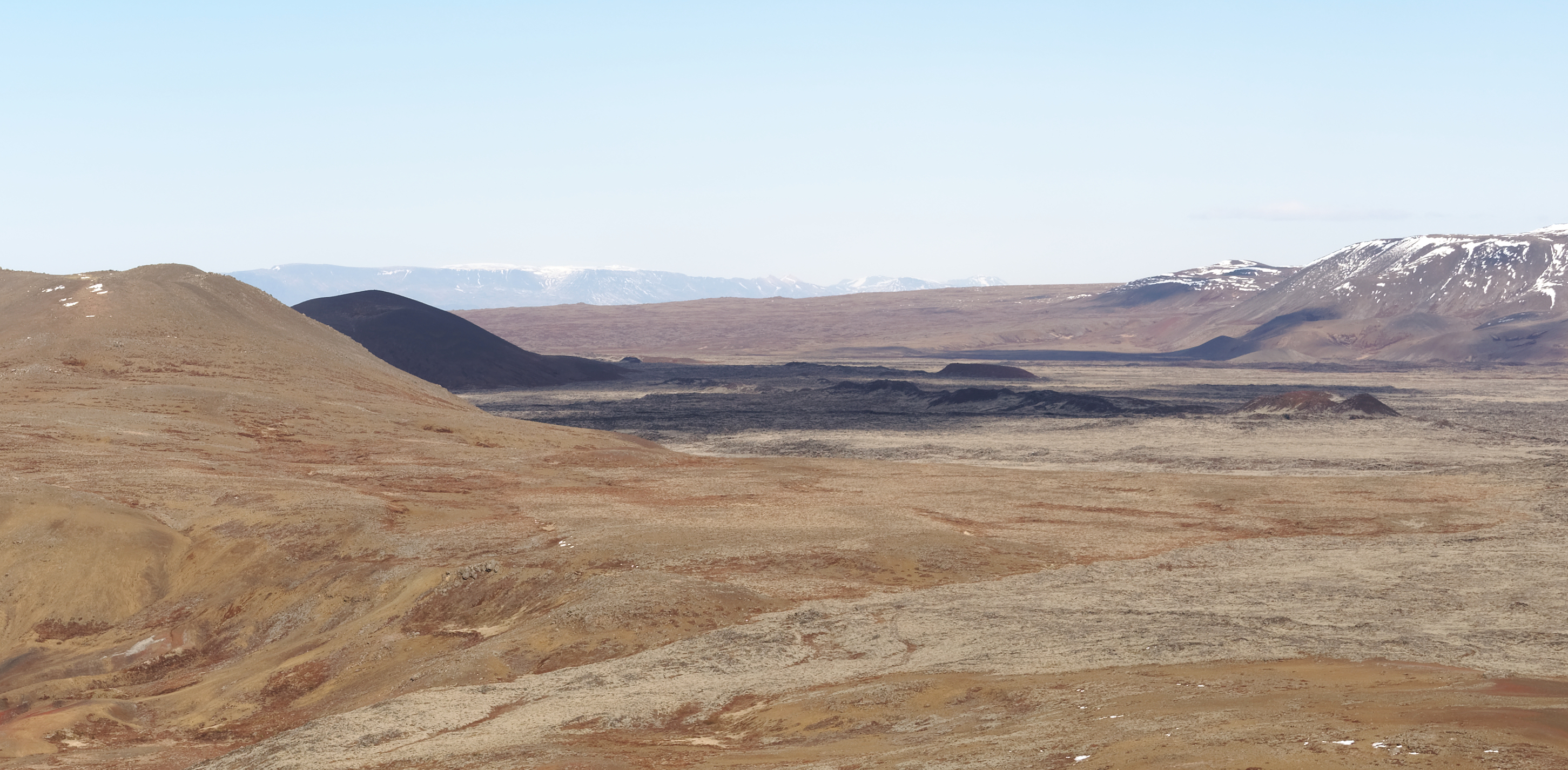
서남쪽에서 바라본 쉰드흐누퀴르 분화구의 모습

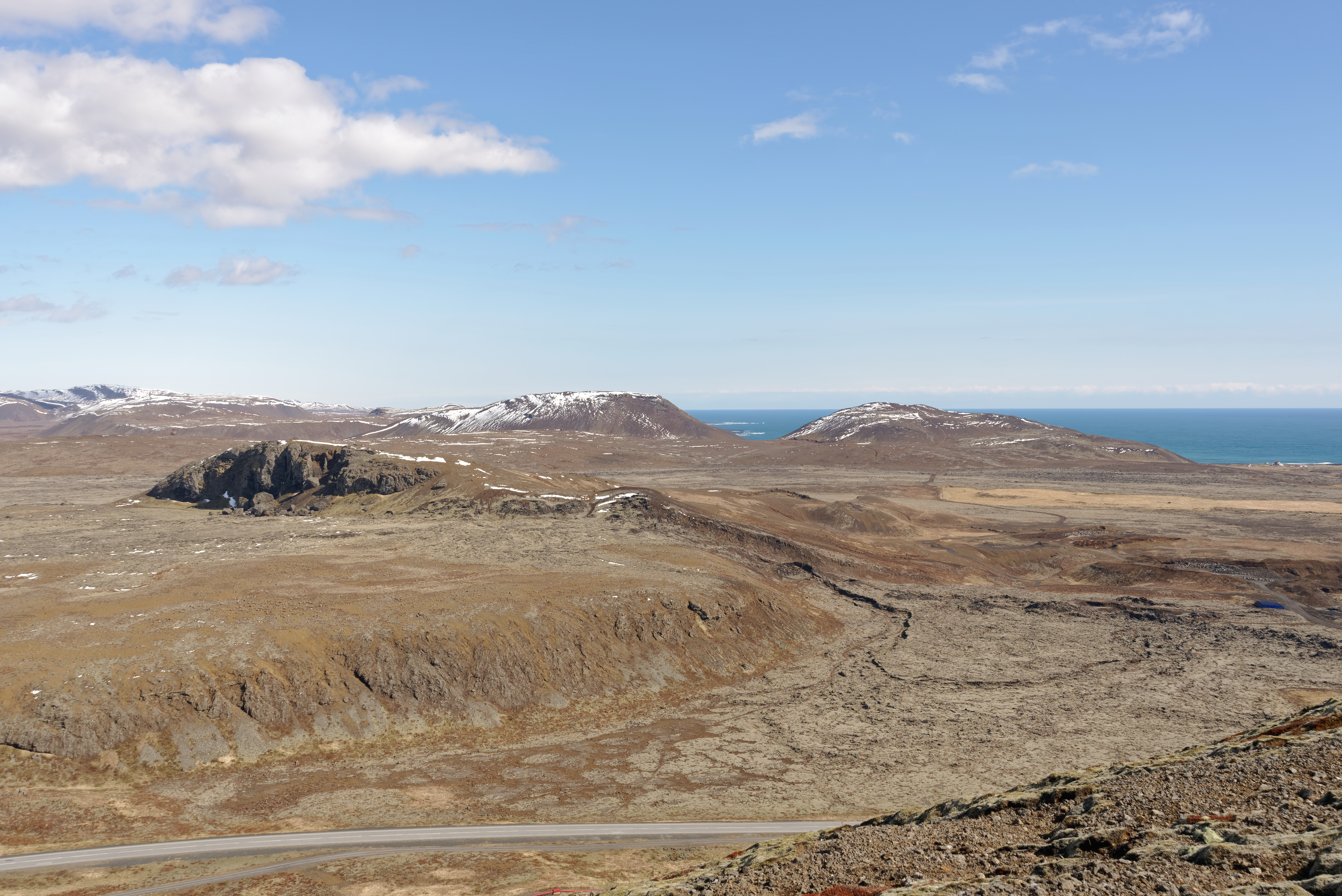
소르비외르든에서 바라본 하가페들(왼쪽 앞)의 모습

현재까지 발생한 지진 중 가장 큰 규모의 지진은 11월 10일 발생한 규모 M5.3의 지진이다. 10월 군발지진이 시작된 이후부터 이때까지 총 22,000건 이상의 지진이 감지되었다. 아이슬란드 기상청은 "마그마가 지표면까지 도달하는 데 수 일이 걸릴 것"이라면서 분화를 예측했다. 화성 관입이 가장 강하게 이루어진 지역은 그린다비크에서 북쪽으로 약 3.5 km 떨어진 쉰드흐누퀴르 분화구 주변으로 추정했다. 11월 14일 이산화 황 농도 측정 결과 마그마가 지표면 바로 아래 수백 m 지점까지 올라왔다. 11월 10일 이후 지진 발생 횟수는 다소 줄어들었지만 아이슬란드 기상청은 14일까지 매일 700-1,000회가 넘는 지진을 감지했다.
스바르트세잉기와 페스타르퍄들(is)의 지반 변형 센서에 따르면 지반이 120 cm 정도 이동했다. 위성 측량에서는 쉰드흐누퀴르 분화구에서 그린다비크 서쪽 방면으로 가로 5 km, 세로 2 km의 땅이 약 1 m 침강했다고 보고했다. 과학자들은 이렇게 지구와 유사한 지층대의 형성으로 관입된 마그마의 양이 약 7천만 세제곱 미터라고 추정할 수 있었다. 땅의 침강은 하루에 약 4 cm 속도로 계속되었다. 오래된 지도에서는 마을에 큰 지반 균열이 있었는데 이를 통해 기존 단층이 다시 재활성화되었음을 파악했다. 아이슬란드 대학교의 과학자들은 이 단층이 약 2천년 전 마지막 쉰드흐누퀴르 화산 분화 당시 형성되었다고 추정했다.
스바르트세잉기 시추공에 설치한 센서는 11월 16일 지표면 가까이에 마그마가 다가왔다는 전형적인 징후인 이산화 황의 존재를 감지했다. 이에 따라 아이슬란드 기상청은 그린다비크에서 북쪽으로 약 2 km 떨어진 하가페들(is)의 화산체 주변 지역이 가장 위험하다고 결론내렸다. 11월 18일부터 21일까지 스바르트세잉기 지역이 약 30 mm 정도 급격히 융기했는데 이는 지하 5 km 이상 아래에 있는 마그마가 위로 솟구쳐서 발생한 일이라고 추정했다. 11월 21일에도 여전히 분화 가능성이 높다고 점쳐졌으나 11월 24일부터 지진 활동이 점차 감소하면서 그 가능성도 점차 줄어들었다고 평가했다.
아이슬란드 대학교의 지구물리학자인 마그누스 튀미 그뷔드뮌손은 폭 약 2 m의 마그마 통로가 빠르게 굳어지고 있다고 말했다. 지각이 차갑다는 특성상 약 90%의 마그마가 10-15일 이내에 응고되었지만, 오히러 쉰드흐누퀴르 근처에 남아 있는 마그마 일부는 지하 압력이 증가하면서 추가 지진 활동을 일으킬 위험성이 있다고 분석했다. 마그누스는 마그마가 빠르게 식는 동안에도 주변 암반은 평소보다 더 뜨겁고 약한 상태로 유지되어 이 지역의 지질학적 위험성이 몇 달간 더 커졌으므로 지속적인 주의와 감시가 필요하다고 주장했다. 또한 만약 분화가 발생한다면 실링가르페들(is)과 하가페들산맥 사이 지역에서 분화할 가능성이 높다고 분석했다.
11월 한달간 스바르트세잉기 지역은 서쪽으로 약 100 cm, 북쪽으로 약 25 cm 움직이는 등 매우 큰 지각 변동을 관측했다. 11월 10일 이후 그린다비크에서 대피령이 내려진 동안 스바르트세잉기 인근 지반은 처음에 35 cm 침강했다가 이후 25 cm 융기했다. 그린다비크 동쪽에 있는 페스타르퍄들의 GPS 기지국은 동쪽으로 60 cm, 남쪽으로 40 cm 이동했으며 12 cm 위로 융기했다. 또한 마그마 통로 바로 위에 있는 그린다비크의 GPS 기지국은 동쪽으로 약 30 cm 이동했다. 11월 10일에는 앞서 언급한 위치에서도 100 cm 급격히 침강했다가 이어서 추가로 20 cm 더 침강했다.

### 12월
12월 1일까지는 비교적 적은 수의 지진이 감지되었지만 아이슬란드 기상청은 여전히 분화 가능성이 있다고 내다봤다. 스바르트세잉기 아래에 축적된 마그마가 화성 관입이 발생한 15 km 길이의 쉰드흐누퀴르 분화구 쪽에 유입될 가능성이 제일 높다고 봤다. 마그마 통로 바로 근처의 관측소에서 변형이 계속 축적되고 있으나 이는 스바르트세잉기에서 발생한 지반 융기 때문으로 추정했다. 12월 초 아이슬란드 기상청의 GPS 자료에 따르면 지진이 발생하기 이전보다 전반적으로 땅이 위로 융기했다. 아이슬란드 대학교의 화산학 전문가 교수인 소르발뒤르 소르다르손은 지각 변동과 마그마 축적이 복합적으로 작용해 지반이 상승했다고 추정했다. 특히 11월 10일의 뚜렷한 지각 변동은 마그마가 더 깊이 있던 방에서 지표면과 가까운 마그마방으로 이동시켰을 가능성이 높다고 주장했다.
스바르트세잉기에서 진행 중인 화산 활동은 마그마 전파와 분화 가능성이 늘어나며 새 국면으로 접어들었다. 관측된 자료에 따르면 스바르트세잉기 아래 축적된 마그마가 11월 10일 형성된 것과 유사하게 그린다비크 아래 마그마 통로에 계속 유입되고 있을 가능성이 높다 점쳐졌다. 마그마류는 현재 엘리다아우르강이 흐르는 속도와 거의 비슷하게 스바르트세잉기 아래 축적되고 있으며 마그마는 이 때 지하 약 5-6 km 깊이까지 올라왔다고 측정했다.
여러 규모로 지진이 발생하고 특히나 특정 지역에서 지진 활동이 집중된다는 점을 보이는 스바르트세잉기 지진 활동은 1975년 발생한 크라플라산 화재 당시 지진 및 화산 활동 패턴과 매우 유사하다. 크라플라산 화재 당시 이 지역은 10여년 동안 20차례 마그마 이동이 관측되었으며 그 중 9차례가 화산 분화로 이어졌다. 이런 사건은 동일한 통로에 유입된 마그마의 양이 서로 달라 분화 규모가 서로 달랐다. 스바르트세잉기의 측지 데이터에 따르면 11월 10일 관입 이전에 관찰된 수준에 비해 마그마 양이 더 줄어들었다는 이전과 유사한 패턴을 보였으며, 이는 크라플라산에 있었던 새로운 관입 및 이후 분출까지 이어지기에 충분한 양의 마그마 축적과 거의 비슷했다.
지진이 시작된 이후부터 11월 10일까지 16일간 스바르트세잉기는 10 cm 융기했다. 이후 35 cm 침강하다 새 국면에 맞이한 16일간 약 20 cm 땅이 융기했다. 11월 말까지 30일간 땅은 30 cm 이상 융기했다. 그 결과 융기 속도는 초기의 거의 두 배로 증가했으며 마그마 관입의 전조가 나타나기 직전 높이를 넘어섰다. 앞서 나타났던 침강 현상은 스바르트세잉기에서 시작되어 그린다비크 아래로 이동해 쉰드흐누퀴르 분화구 쪽으로 확장되는 마그마 통로로 마그마가 이동해서 발생한 것으로 추정된다.

## 영향

### 그린다비크

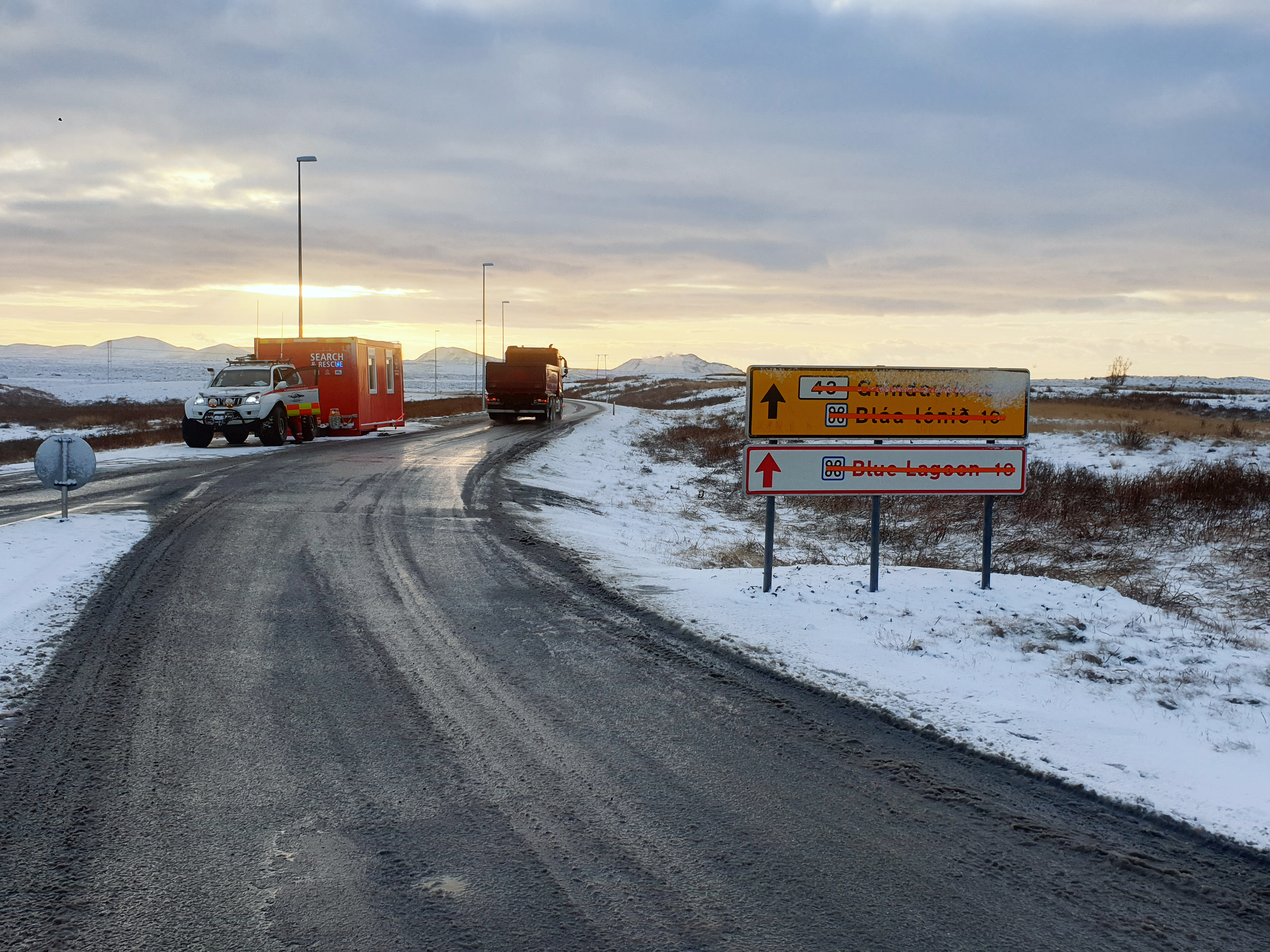
그린다비크로 향하는 도로가 폐쇄된 모습

11월 10일 규모 M5.2 지진이 발생한 직후 비상사태가 선포되고 그린다비크 마을에 대피령이 내려졌다. 대피령에 해당되는 주민은 아이슬란드 인구의 약 1%인 4천명으로 늘어났다. 아이슬란드 국민보호 및 재난관리부는 안전 관리를 목적으로 아이슬란드 해상방위대 소속 경비정 ICGV 소르를 파견했다고 밝혔다. 또한 비상 및 대피 목적을 제외한 그린다비크를 향한 모든 도로는 폐쇄되었다. 11월 13일 정부는 주민들이 소지품을 회수할 수 있도록 마을을 잠시 들릴 수 있게 허가했다. 보트를 소유한 사람들은 항구에서 배를 뺄 수도 있었다. 아이슬란드 정부는 대피령이 지속되는 동안 휴가용 저택과 거의 사용되지 않은 부동산에 이재민을 수용했다. 한편 지반 침하, 단층 형성, 지진으로 마을 재산과 인프라에 광범위한 피해가 발생했다. 국제 언론은 아이슬란드의 지진 활동을 타전했다. 그린다비크의 대피령은 1973년 헤이마에이섬 화산 폭발 이후 아이슬란드에서 처음으로 한 마을 전체에 대피령을 내린 최초의 사례이다.
대피가 시작되기 전에도 계속해서 이어진 지진으로 수면을 방해받거나, 나중에 큰 지진이나 화산이 올 수 있다는 우려로 마을을 떠나 다른 곳으로 이주한 사람들도 있었다. 대피령 기간 아이슬란드 적십자사는 1,700명의 이재민에게 케플라비크, 코파보귀르, 셀포스 세 곳의 응급 센터에 숙소를 마련했다. 이 중 140명이 실제로 대피소에서 묵었다. 그 외 다른 이재민들은 다른 곳에서 별도로 대체 숙소를 찾았다. 또한 그린다비크의 모든 주민들은 아이슬란드의 긴급 전화번호인 112로부터 "EVACUATION"(대피)라는 제목의 문자 메시지를 받았다.
아이슬란드 정부는 그린다비크의 원래 인구 3,700명 중 약 200가구에 해당하는 700명을 지원할 계획을 세웠다. 이 계획은 주로 쉬뒤르네스와 회뷔드보르가르스바이디를 중심으로 두 곳의 비영리 주택조합을 이용해 최대 210채의 새 아파트를 구매하는 작업이다. 이는 주택 비용 증가에 대한 일시적인 재정 지원으로 보완할 예정이며, 전체 지원 계획은 3개월 후 재평가를 거치며 1달에 약 2억 2천만-2억 4천만 아이슬란드 크로나(ISK)가 소요될 예정이다. 이 계획은 그린다비크의 이재민에게 즉각적이고 지속 가능한 주거를 제공하기 위한 포괄적인 행동계획이다. 12월 1일에는 정부가 아이슬란드 국유재산청과 협력해 임금 및 임대료 보조금을 포함한 대규모 임시주택지원 계획을 통해 그린다비크 이재민을 지원하기 위하여 개인 및 기업 부동산 소유자로부터 추가로 받을 임시 임대 부동산을 물색하기 시작했다. 일주일 후 쉬뒤르네스, 회뷔드보르가르스바이디 및 인근 지자체를 중심으로 그린다비크 주민을 위한 임시 임대 플랫폼이 온라인으로 개설되었다. 이 플랫폼에서 정부의 임대 보조금 지원을 받아 주민과 건물주 간 직접적인 임대 계약이 가능했다.
그린다비크의 재난과 불확실한 상황 속 공동대응을 위해 아이슬란드의 주요 은행인 아리온 은행, 이슬란스바웅키, 란스바웅킨 등은 아이슬란드 금융산업협회와 협력해 그린다비크 주민을 위한 주택대출의 이자와 상환금을 3개월간 면제하기로 합의했다. 이 면제 혜택은 최대 5천만 크로나의 대출까지 적용된다. 이 조치는 대출 상환 유예를 포함해 여러 선택지를 포함한 공평한 지원이 있다. 각 은행은 구제 조치의 주요 세부 사항을 설명해 그린다비크 주민의 변화하는 요구에 맞춰 조정할 계획이다.
아이슬란드의 경찰청장은 쉬뒤르네스 지방 경찰청장과 협의해 11월 23일부터 그린다비크의 지진 위험 수준을 비상에서 심각 단계로 하향 조정했다. 아이슬란드 기상청의 새 평가에 근거해 그린다비크의 갑작스런 분화는 가능성이 낮아졌다 판단해 위험 수준을 낮췄다. 그린다비크의 주민과 기업은 오전 7시에서 오후 9시 사이 귀중품 회수, 재산 관리 및 비즈니스 활동을 위해 해당 지역에 출입이 가능해졌다. 하지만 전반적인 출입과 허가 없는 통행은 여전히 제한된다. 안전을 위해 특정 유형의 차량 통행 제한과 필수 서비스 제한, 대피 계획을 포함한 안전 조치는 여전히 지속된다. 그린다비크 지역은 지속적인 감시를 받고 있으며 여전히 위험한 상태이다. 주민들은 귀중품 기록을 보관하고 보험사에 연락해야 하며 집이 안전하지 않을 수도 있으므로 조심해야 한다는 경고를 받았다. 하지만 그린다비크의 한 주민은 나중에 아내와 함께 며칠 동안 집에 계속 머물다 체포될 수도 있다는 경고를 받았다.
그린다비크의 지진은 기반 시설과 주택에 큰 피해를 끼쳤다. 약 120채의 건물이 피해를 입고 이 중 10-20채는 사람이 살 수 없을 정도로 파괴되었다. 지진 발생 2주 후 세부 피해 평가가 시작되었다. 총 피해액은 최대 100억 크로나로 추산된다. 주택에 치명적인 피해를 입은 한 집주인은 현장 수리 혹은 재건축을 위해 할당된 비용을 처리 비용 충당을 위해 보험금으로 할당해야 했다. 원 위치에서 재건축이 허용되지 않는 경우 부동산 소유주는 보험금을 이용해 다른 지역의 주택 구매를 할 수 있는 허가를 받았다.

### 블루 라군
블루 라군 온천의 경영진은 지진 발생 후 예방격 조치로 11월 9일부터 16일까지 고객들에게 영업을 일시적으로 중단한다고 발표했다. 11월 9일 새벽에 발생한 규모 M4.8 지진으로 30명의 투숙객이 급하게 리조트에서 나온 후 주변 도로에서 낙석들이 떨어진 것으로 확인되었다. 이런 안전 문제 외에도 직원들의 스트레스 증가를 막기 위해 일시 휴업을 결정했다. 리조트 경영진은 휴가 기간 모든 직원들이 급여를 전액 받을 수 있다고 보장했다. 또한 지진으로 대피한 투숙객에게는 전액 환불 조치를 진행하겠다고 발표했다.
블루 라군의 CEO인 헬가 아우르드나도티르는 스바르트세잉기의 지진 활동으로 시설에 눈에 보이는 손상이나 구조적 피해는 발생하지 않았다고 말했다. 지진에 견딜 수 있도록 내진설계가 된 건물은 구조적으로 멀쩡했다. 그럼에도 불루 라군은 지진으로 인해 임시로 운영을 중단했다.
이후 블루 라군 관계자는 계속되는 지진 활동으로 폐쇄 조치를 5차례 연장한다고 발표했으며 예상 재개장일은 12월 17일로 미뤄졌다. 그럼에도 불루 라군의 직원들은 12월 8일 돌아와 온천수에서 목욕하는 모습이 목격되었다. 재개장 이전 직원들은 비상사태에 대처하기 위해 대피 절차 교육을 받았으며 행정부는 비상시 2시간이 소요될 것으로 예상되는 비상 대피 절차 계획을 세웠다. 또한 투숙객들에겐 현지 정보를 전달해야 했다.
재영업을 시작한지 불과 이틀 후, 블루 라군에서 불과 2-3 km 떨어진 지역에서 12월 18일 화산이 폭발하며 온천은 다시 긴급하게 폐쇄되었다. 모든 투숙객과 직원은 분화 약 1-2시간 전 온천에서 전부 대피했다. 블루 라군은 1월 6일 재개장해 1월 10일에는 모든 시설의 운영을 재개했다.

### 스바르트세잉기 발전소
비상사태 선포 이후 스바르트세잉기 지열 발전소의 모든 직원들이 철수했으며 발전소는 레이캬네스 지열 발전소에서 원격 통제하고 있다. 발전소 운영진은 연말까지 원격 통제를 계속 이어갈 예정이라고 전망했다. 레이캬네스 발전소는 스바르트세잉기에서 이어지는 전력선이 끊어질 때를 대비해 전기를 생산할 수 있는 설비를 가지고 있다. 하지만 스바르트세잉기 지열 발전소의 핵심 기능인 온수 공급 기능은 레이캬네스 지열 발전소가 전부 대체할 수 없다.
스바르트세잉기 발전소는 11월 10일에 발생한 지진에서 피해는 거의 없었으며, "내구 가구 및 외벽, 통로와 외진 곳만 일부 피해가 있었다"고 발표했다. 이런 지진 문제에도 발전소는 온수 및 냉수, 전기 생산을 평상시와 같은 수준으로 계속 유지했다.
용암이 발전소를 덮칠 경우 아이슬란드 인구의 약 7%에 해당하는 약 3만명의 주민이 필수적인 난방과 전기 공급이 끊기게 된다.

### 방벽 건설
방벽 건설이라는 전략적인 계획은 지진이 발생하기 훨씬 이전부터 계획되었다. 그동안 화산 폭발의 급작스런 위협이 없고 환경에 미치는 영향이 커 방벽 건설 계획은 보류되었다. 하지만 11월 10일 지진 활동이 늘어나면서 트럭 한 대가 블루 라군과 스바르트세잉기 지열 발전소 인근의 지정된 장소에 방벽 건설 자재를 옮기기 시작했다. 하지만 이 작업은 같은 날 오후 화산 분화 가능성 우려로 곧 중단되었다. 11월 13일에는 아이슬란드의 총리 카트린 야콥스도티르이 제시한 방벽 건설 법안이 알팅그에서 통과되면서 건설이 재개되었다. 뒤이어 법무장관 그뷔드룬 하프스테인스도티르가 다음 날 방벽 건설과 관련된 실무 규정을 시행하기 시작했다. 그 후 작업자들이 계획된 장소에서 장벽에 세울 충전재를 조립하기 시작했다. 화산 폭발이 일어났을 때 방벽은 건설이 거의 완료된 상태였다. 작업자들이 작업을 재개해도 안전하다고 판단하자 작업자들은 현장으로 복귀해 방벽에 남은 충전재 보충 작업을 완료했다.
화산 활동이 줄어들며 스바르트세잉기 송전선의 장벽 건설이 2024년까지 연기되었지만 그럼에도 송전선 추가 보호 조치가 이뤄졌다. 하지만 용암이 온수 파이프 쪽으로 흐를 경우 피해를 입지 않고 온수선을 보호하기 매우 어려울 것이라 전망했다.
화산 폭발 이전 이미 계획이 세워져 있던 그린다비크 주변의 방호벽 건설은 공식적으로 2024년 1월 2일 시작되었다. 동쪽 끝에서 시작된 장벽 건설은 2 km가 넘는 길이로 세워질 예정이다. 약 3주간 계속될 초기 건설은 위치마다 조금씩 다르지만 평균 방벽 높이 4 m를 목표로 건설한다. 용암 흐름 시뮬레이션을 통해 설계된 이 방벽은 특히 가장 용암에 취약한 지점에 집중적으로 건설된다.
또한 용암 흐름 시뮬레이션에 따르면 현재 분출된 용암은 향후 41번 도로(레이캬네스브뢰이트)를 향해 북쪽으로 흘러갈 가능성이 있다 점쳐졌는데, 이 때문에 반도 북쪽의 마을인 보가르 마을에도 장벽을 건설한다는 계획이 검토중이다. 보가르와 41번 도로는 영향을 받을 가능성이 낮긴 하지만, 이보다 용암에 더 가까운 43번 도로(그린다비퀴르베귀르)는 용암 시뮬레이션에서 중간 정도의 위험도로 예상되어 도로 안전에 대해 추가 우려가 제기되고 있다.
이런 상황에 대응해 아이슬란드 정부는 반도 곳곳에 장벽을 건설하는 자금을 지원하고 화산 폭발 위협으로부터 지역 인프라를 보호하기 위해 부동산의 화재보험금에 해당하는 0.008% 추가 재산세를 부과하기 시작했다. 3년간 한시적으로 시행되는 이 세금은 2024년 1월 1일부터 시행되며 연간 약 10억 크로나가 쌓일 것으로 예상된다. 이 세금은 2026년 12월 31일에 만료될 예정이다.

## 화산 분화

### 2023년

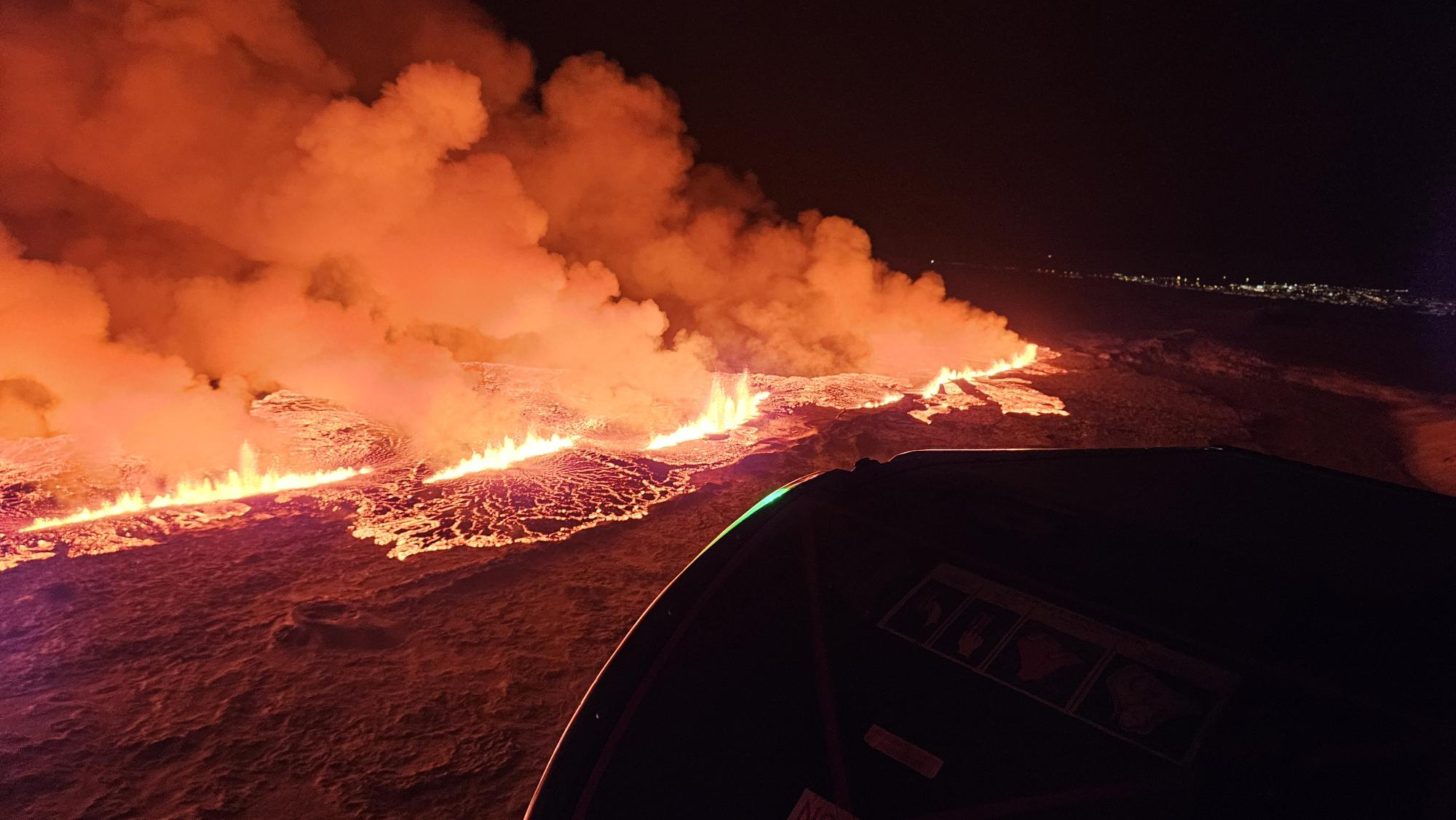
아이슬란드 해안경비대의 헬리콥터가 촬영한 2023년 12월 18일 분화의 모습. 배경 오른쪽 멀리 보이는 작은 마을이 아이슬란드 그린다비크다.

2023년 12월 18일 화산이 분화하기 시작하자 아이슬란드 경비대는 헬리콥터를 파견해 화산 활동을 계속 감시했다. 화산 분화로 케플라비크 국제공항의 항공기 대부분이 지연되었으나 공항 자체는 운영을 계속했다. 전날 운영을 재개했던 블루 라군 온천은 화산이 분화한 당일 밤부터 예약을 받지 않기 시작했다. 경찰은 경보 수준을 상향했고 민방위는 응급 요원이 상황을 파악하는 동안 주민들에게 분화 지역에 접근하지 말라고 경고했다. 12월 19일까지 연기와 화산재 냄새가 분화 지점에서 30 km 떨어진 지점까지 감지되었고 다음 날에는 화산 가스가 레이캬비크에 닿을 수 있다는 우려가 커졌다. 같은 날 아이슬란드 해안경비대는 헬리콥터를 이용해 분화 지점 인근에서 길을 잃고 고립되었던 남성 1명을 구조했다. 12월 21일에는 아이슬란드 기상청이 화산 상공 비행 확인 후 용암 분출이 나오지 않는다고 발표했지만 "분출이 끝났다고 선언하기에는 너무 이르다"며 계속 경보를 유지한다 밝혔다. 관료들은 조만간 주민들이 그린다비크로 복귀할 수 있을 것이라 말했다.
아이슬란드 기상청은 21시 경 일련의 작은 지진에 이어 22시 17분(GMT) 경 분출이 발생했다고 발표했다. 분화 지점은 그린다비크에서 동북쪽으로 4 km 떨어진 하가페들 바로 인근으로 용암 분출은 약 3.5 km 길이의 단층에서 일어났으며 초당 약 100-200 입방미터의 속도로 흐르고 있고 여기에 지진 활동 방향도 그린다비크로 이동하는 중이라고 밝혔다. 아이슬란드 민방위 관료는 아이슬란드 국영 방송에서 화산 폭발이 매우 빠르게 일어났으며 "상당히 큰 분화"로 보인다고 말했다.

### 2024년

#### 1월 분화
2024년 1월 14일 UTC 오전 7시 57분경, 쉰드흐눅스기가르 분화구에서 지진 활동이 시작되더니 이내 그린다비크 바로 북쪽에서 용암이 뿜어져 나오며 2차 분화가 시작되었다. 용암 장벽 양 반대편에서 용암이 분출하는 열극이 열렸음을 확인했고, 용암은 아직 건설중인 장벽을 뛰어 넘어 흐르면서 24시간 이내에 마을 안으로 흐를 것이라 예측되었다. 결국 방벽 건설을 하던 중장비와 인력을 구조하기 위해 구조 임무를 수행했고 성공했다. 정오 무렵에는 마을 가장 바깥쪽의 집에서 불과 수 미터 떨어진 곳에서 또 다른 열극이 열렸다. 그린다비크 전역에 다시 긴급 대피령이 내려졌고 아이슬란드 해안경비대는 상황 분석을 위해 헬리콥터를 파견했다.

## 가짜 뉴스
분화 이후 기후 변화 부정론자들은 소셜 미디어에서 이번 분화가 그동안의 인간 활동보다 더 많은 이산화 탄소를 배출했다며 잘못된 정보를 유포했다.

## 같이 보기
- 2023년 지진
- 아이슬란드의 지진 목록
- 아이슬란드의 화산 분화 목록